# ヴァーツラフ広場

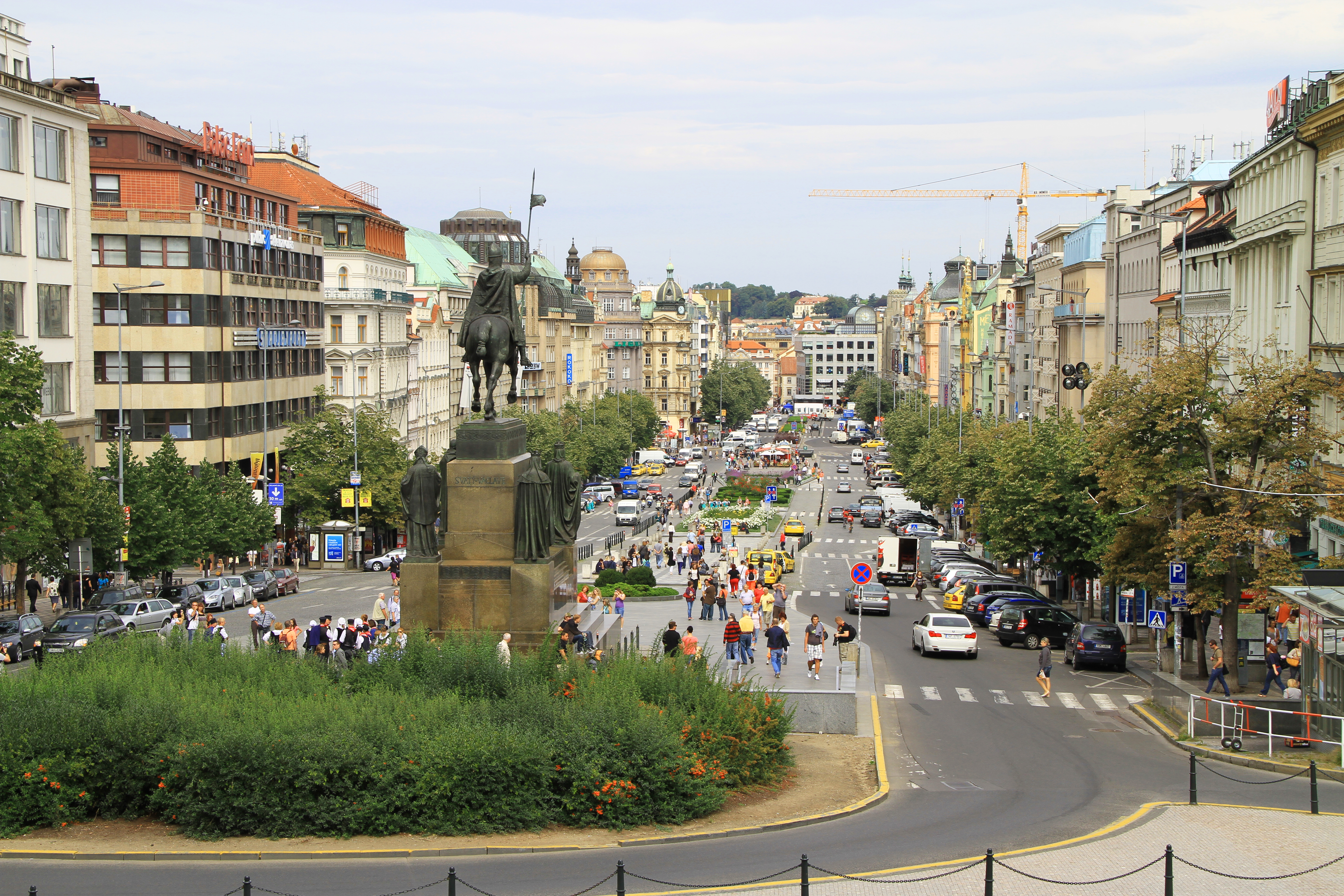
昼のヴァーツラフ広場

ヴァーツラフ広場(Václavské náměstí)は、チェコ共和国プラハにある広場である。プラハのシャンゼリゼとも言われる賑やかな場所である。

## 概要
北西から南東に伸びる、750mの縦長の空間である。広場のまわりは古い建物を利用したホテルやオフィスのほか、ブディックやファーストフードの店もあって若者を集めている。南端に国立博物館と聖ヴァーツラフ像があり、そこから北へ下り坂が続く。

## 歴史
カレル王の時代、プラハは大規模な拡大が行われた。その拡大に併せて市場のための広場も設けられ、この広場は当初馬市場と呼ばれていた。
19世紀にプラハが爆発的な発展と近代化を進めるようになると、広場周辺の再開発が始まり、現在まで残る建築物が建てられるようになった。広場の両側に建っている建物の多くは19世紀後半から20世紀初頭に建てられたものである。
この広場がヴァーツラフ広場と改名されたのは、1848年のカレル・ハヴリーチェク・ボロフスキーの提案による。この年、民族主義者の呼びかけによって広場にあった当時のヴァーツラフ像の下に集まった人々が軍隊と衝突していた。チェコの民族主義の伸張に合わせて国民博物館やヨゼフ・ヴァーツラフ・ミスルベクのヴァーツラフ騎馬像が設けられるようになり、以後この広場はチェコ史の節目節目に必ず登場するようになった。
1918年、ヴァーツラフ像の前でチェコスロバキア独立宣言が読み上げられ、帰国したトマーシュ・マサリクとチェコ軍団は広場を行進した。
1968年、いわゆるプラハの春において、広場、なかんずく像の元で人々がデモをし、演説をした。ソ連の介入によってソ連軍の戦車が広場に入り込む事態になり、抗議するヤン・パラフはヴァーツラフ像の元で焼身自殺を行った。
1989年のビロード革命の際も、人々はここに集まって「ハヴェルを城へ」と叫んだ。
現在ではアートの野外展覧が行われたりしている。

## 近隣
- ルツェルナ宮殿

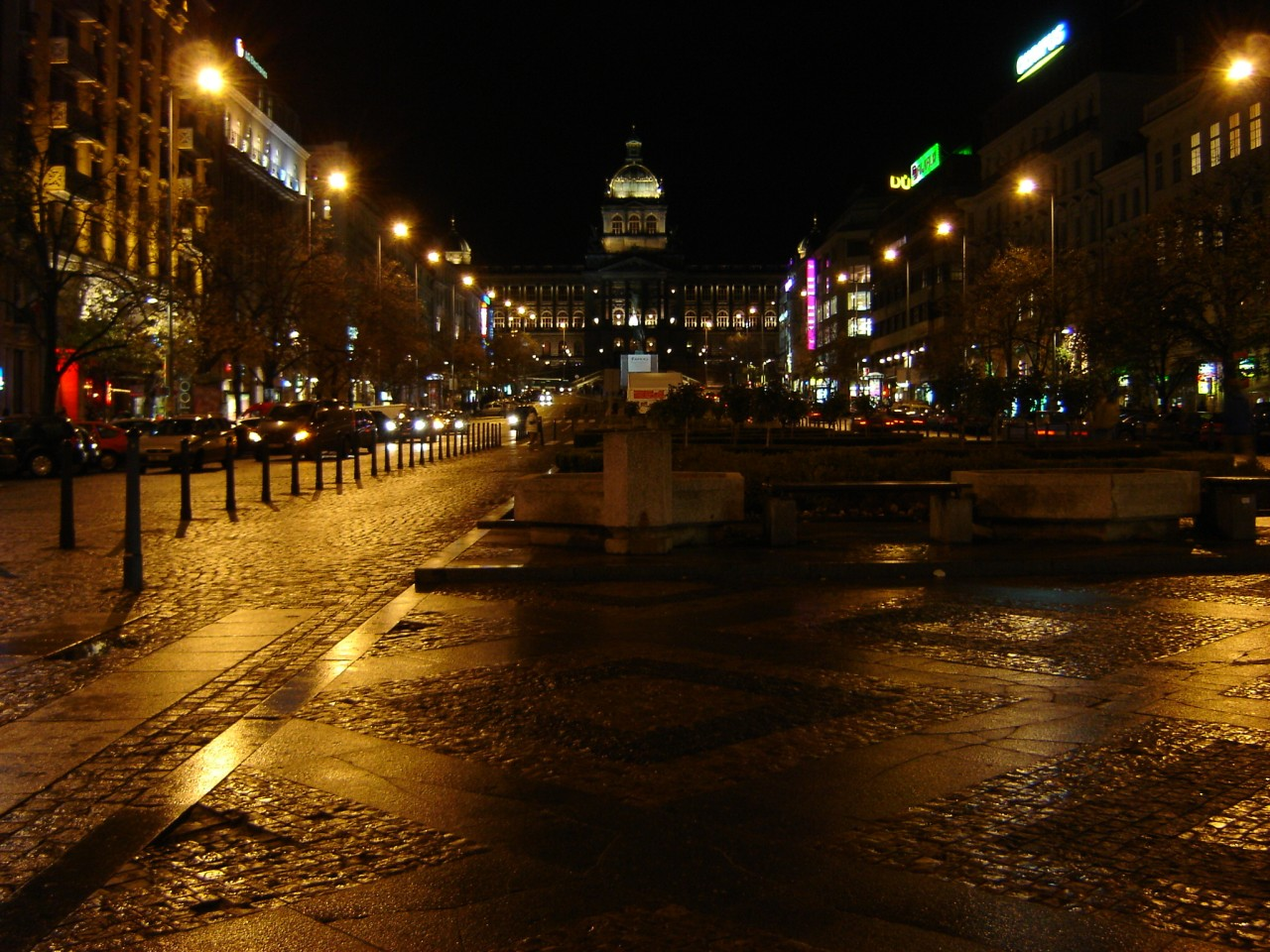
夜のヴァーツラフ広場
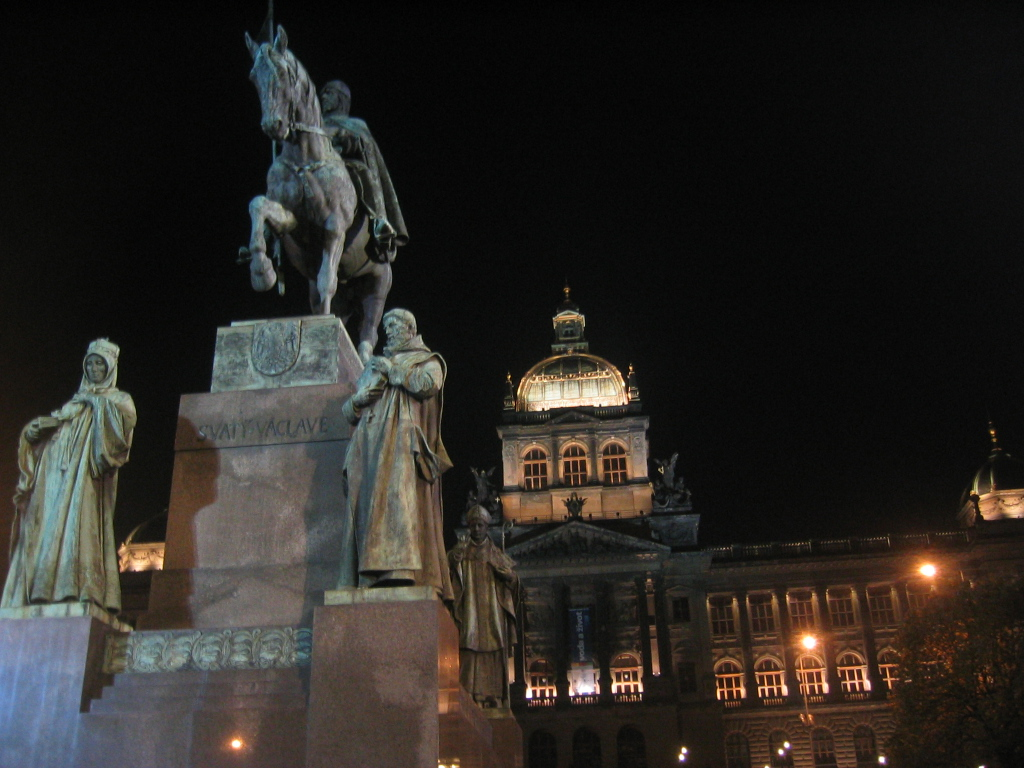
同左、ヴァーツラフ像と国民博物館
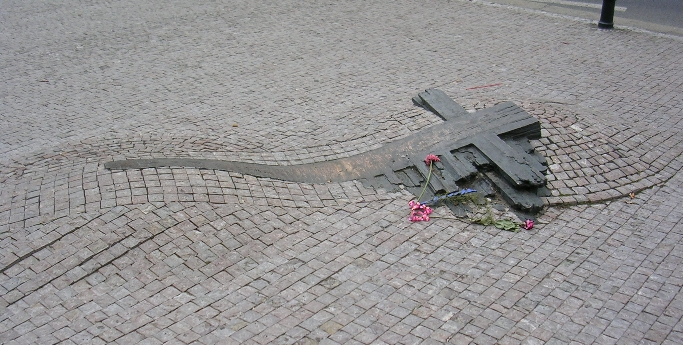
ヤン・パラフのメモリアル
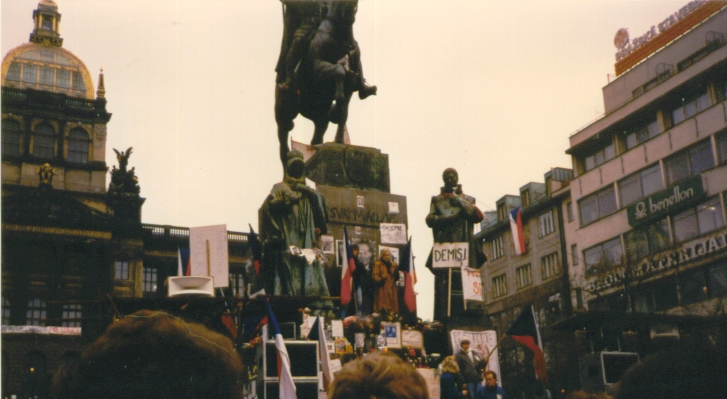
ビロード革命時の様子

座標: 北緯50度04分53秒 東経14度25分39秒 / 北緯50.08139度 東経14.42750度